# Albret Katalin caeni apátnő
Albret Katalin (Pamplona, 1495 – Caen, 1532. november), franciául: Catherine d'Albret de Navarre, spanyolul: Catalina de Albret de Navarra, baszkul: Katalina Labritekoa/Albretekoa/Nafarroakoa, okcitánul: Catarina de Labrit, infanta de Navarra, katalánul: Caterina Albret de Navarra, latinul: Catharina Albretanae/Navarrae, navarrai királyi hercegnő (infánsnő), Caenban a Szentháromság-templom apátnője. Ifjabb Albret Izabella nővére, III. Johanna navarrai királynő nagynénje és IV. Henrik francia király nagynagynénje, valamint idősebb Albret Izabella candale-i grófné, Cesare Borgia és Candale-i Anna magyar királyné unokahúga. Az Albret-ház tagja.

## Élete
1495-ben született Pamplonában.

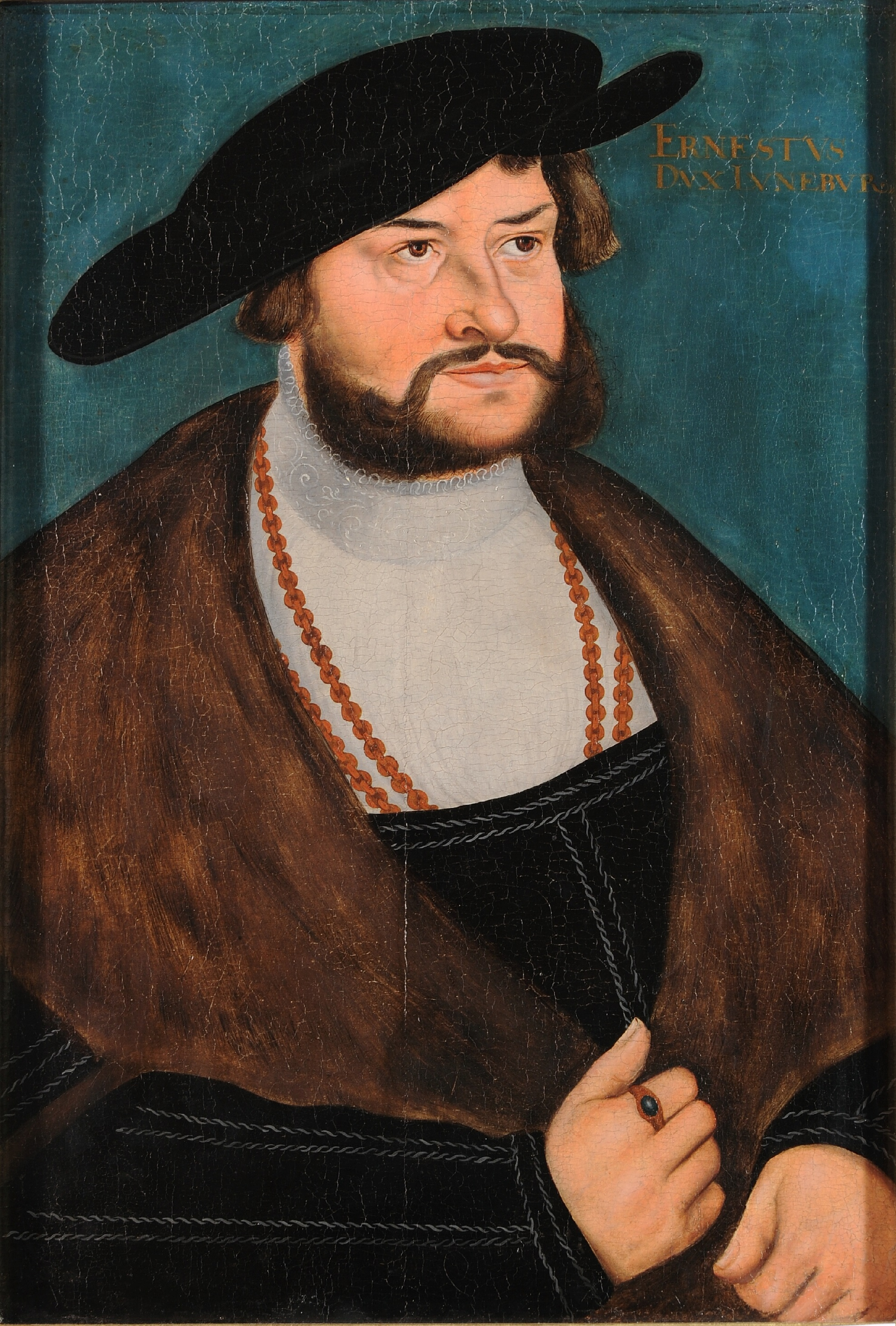
I. Ernő braunchweig–lüneburgi herceg, Katalin jegyese

III. (Albret) János navarrai király iure uxoris (a felesége jogán) és I. (Foix) Katalin navarrai királynő suo iure (a saját jogán) harmadszülött gyermeke, valamint II. Henrik navarrai király nővére.
1520-ban eljegyezték I. (Braunschweigi) Ernő (1497–1546) lüneburgi fejedelemmel, amit az öccse és uralkodója, II. Henrik navarrai király 1521. március 5-én hirdetett ki. A házasság azonban nem jött létre. Az eljegyzést vallási okokból felbontották, mivel Ernő herceg luteránus hitre tért. Katalin pedig ezután végleg lemondott a házasság lehetőségéről, 1527. augusztus 1-jén Fontevrault-ban apáca lett, és saját kezűéeg írott nyilatkozatában minden földi javáról és vagyonáról lemondott az öccse, II. Henrik király javára, augusztus 3-án pedig belépett a Fontevrault apátság kötelékébe .
I. Ernő a következő évben, 1528. június 2-án vagy 3-án Schwerinben feleségül vette Mecklenburgi Zsófiát (1508–1541), V. Henrik mecklenburgi herceg lányát, és a házasságukból tíz gyermek született. Ernő a felesége halála után már nem nősült újra.
Katalint 1531-ben Caenban a Szentháromság-templom apátnőjévé nevezték ki, de ezt a tisztséfet csak rövid ideig élvezgette, mert a következő év novemberében Caenban elhunyt.

## Alakja az irodalomban
Sógornője, Navarrai Margit az általa írt művében, a Heptameron-ban megemlíti őt és húgát, Kvitériát is. „A navarrai királyné nagy gondban volt, mivel vakon bízott a saint-martini perjelben, akire rábízta volt sógorasszonyainak, a montivilliers-i és a caeni apátasszonyoknak a felügyeletét is.”